# Горбунов, Александр Владимирович (тромбонист)
Алекса́ндр Влади́мирович Горбуно́в (р. 1978, Калининград) — российский тромбонист, солист Национального филармонического оркестра России,солист Мариинского театра, лауреат международных конкурсов.

## Биография
Александр Горбунов начал заниматься музыкой в калининградской детской музыкальной школе по классу трубы. В возрасте 15 лет из-за проблем с исполнительским аппаратом он перешёл на тромбон. Дальнейшее музыкальное образование Горбунов получил в Калининградском музыкальном колледже имени Рахманинова, а затем — в Санкт-Петербургской консерватории в классе профессора Виктора Сумеркина. Закончил аспирантуру Московской консерватории в классе профессора Анатолия Скобелева.
Горбунов играл в ряде известных симфонических оркестров, включая оркестры Мариинского театра, государственной капеллы Санкт-Петербурга и Цюрихского оперного театра. С 2003 года он занимает должность солиста-концертмейстера группы тромбонов Национального филармонического оркестра России. Помимо оркестрового исполнительства Александр Горбунов регулярно концертирует в России и за рубежом как сольный и камерный музыкант.

## Награды и звания
- Лауреат I премии международного конкурса исполнителей на духовых и ударных инструментах им. Н. А. Римского-Корсакова (Санкт-Петербург, 2000)
- Лауреат I премии международного конкурса (Маркнойкирхен, 2002)
- Лауреат I премии международного конкурса тромбонистов (Будапешт, 2005)
- Обладатель Гран-при международного конкурса (Санкт-Петербург, 2008)